# Klassenkonferenz
Klassenkonferenzen sind Instrumente der schulischen Verwaltung. In einer Klassenkonferenz werden zumeist Angelegenheiten behandelt, die eine Schulklasse oder einzelne ihrer Mitglieder betreffen.
Wann eine Klassenkonferenz einberufen wird, welche Personen daran teilnehmen und welche Angelegenheiten in ihre Zuständigkeit fallen, ist in Deutschland fallweise in den Landesschulgesetzen geregelt, meist sind die Teilnehmer alle in der Klasse unterrichtenden Lehrer, zwei oder drei Mitglieder der Elternschaft und zwei oder drei Vertreter der Schülerschaft. Bei Klassenkonferenzen, die aufgrund eines Vergehens einberufen werden und auf der Ordnungsmaßnahmen verhängt werden sollen, muss der Schulleiter eingeladen werden bzw. Ladender sein. 
In einigen Bundesländern gibt es in den Schulgesetzen auch Verweise auf Klassenkonferenzen, ohne dass diese jedoch genauer spezifiziert sind.
Die Klassenkonferenz entscheidet über folgende Angelegenheiten:
- Ordnungsmaßnahmen, in Form eines schriftlichen Verweises, der Umschulung auf eine andere Schule des gleichen Bildungsweges, eines zeitweiligen Unterrichtsverweises, nicht nur in allen Fächern, sondern auch gezielt bei Einzelfächern.
- Art und den Umfang von Fördermaßnahmen bei festgestellten Schwierigkeiten im Lesen, Rechtschreiben oder Rechnen (Legasthenie, Dyskalkulie)
- Eine besondere Form der Klassenkonferenz stellt die Zeugniskonferenz dar, alle Zeugnisbemerkungen werden hier beschlossen.